# Vasco da Gama
 For alternative betydninger, se Vasco da Gama (flertydig). (Se også artikler, som begynder med Vasco da Gama)
Vasco da Gama (født 1460, død 24. december 1524) var en portugisisk opdagelsesrejsende, der nåede Indien ad søvejen syd om Afrika i 1498. Vasco da Gama fulgte i fodsporene på Bartolomeu Dias, der var den første, som rundede Kap Det Gode Håb.
Vasco da Gama blev født i 1460 (ingen kender datoen) og døde d. 24. december 1524 af malaria. 
Vasco da Gama blev født i Sines som den yngste søn. Hans far var guvernør i Sines, og moderen var af engelsk oprindelse.
Som ung blev han skolet i navigation, matematik og astronomi af jødiske lærere, og efter skolen blev han flådeofficer ved hoffet.
Som flådeofficer ledede han forsvaret af de portugisiske handelsstationer på Guinea-kysten imod franskmændene. 
Han deltog desuden i krigen imod Castilien, som var en del af Spanien. 
Han blev sendt af sted af kong Manuel 1. af Portugal i 1497 med fire skibe og nåede 20. maj 1498 Indiens vestkyst. Da han kom tilbage til Lissabon, blev han adlet og udnævnt til admiral af Indien. 

I 1502 drog han af sted igen med en flåde på 20 skibe. Han anlagde flere faktorier (handelsstationer) på østkysten af Afrika. 
I Indien sluttede han venskab med flere fyrster og besejrede Calicut. Han vendte tilbage med 13 rigt lastede skibe og blev udnævnt til greve af Vidigueria.
I 1524 blev da Gama af kong Johan 3. udnævnt til vicekonge af Indien og sendt af sted på en ny ekspedition. Under denne døde han af malaria. 

## Baggrunden for rejserne
De gamle mongolske invasioner i Rusland i det 13. århundrede havde lukket Silkevejen, ad hvilken der hidtil var blevet ført luksusvarer fra Asien til Europa, blandt andet porcelæn, silke og krydderier. Derfor måtte denne handel foregå igennem arabiske mellemmænd, og det skabte efterspørgsel efter billigere luksusvarer. Så købmændene ledte efter nye veje. Navigation og skibsbygning var udviklet meget, så de begyndte at søge efter en hurtig vej til Indiens rigdomme. Det ville spare de arabiske mellemmænd, som krævede en høj skat af varerne.
Især portugiserne var opsatte på at finde søvejen til Indien, fordi de havde afslået Columbus’ forslag om at rejse den anden vej til Indien.
Da Columbus fandt Amerika, var det en torn i øjet på den portugisiske konge. Han reagerede ved at sende den opdagelsesrejsende Bartolomeu Diaz ud for at finde vejen rundt om Afrika.
Det gjorde Diaz så i 1488 og vendte tilbage til Portugal. 
Der blev dog aldrig fulgt op på Diaz' ekspedition, og det var kun modvilligt, at Manuel 1. gav grønt lys til at udruste en ny ekspedition.

## Manuel 1
I 1495 blev Manuel 1. konge. 
Manuels forbillede var Henrik Søfareren, og Manuel drømte konstant om dristige ekspeditioner. 
I en drøm så han to gamle mennesker, og fra deres hår kom der vand ud. 
Vandet, mente Manuel, stammede fra de hellige floder Indus og Ganges. 
Han så det som et varsel om, at han skulle opnå store triumfer i Indien.
Næste dag kaldte han rådet sammen og gav ordre til, at der skulle udrustes en flåde, der skulle sejle til Indien.
Flåden skulle ledes af adelsmanden Estevão da Gama. 
Estevão da Gama døde dog kort efter, så Estevão da Gamas' yngste søn Vasco da Gama blev kaptajn.
Men kongen manglede penge og måtte lade en italiensk bankmand finansiere det sidste skib.
da Gama heller ikke medføre de gaver, som en diplomatisk mission krævede, men i stedet fik han billige halskæder med på turen.

## 1. rejse
Aftenen før rejsen tilbragte Vasco da Gama med at bede i kirken ”Convento des Jeronnymos” i byen Belem, en forstad til Lissabon.
Dagen efter (8. juli 1497) rejste da Gama og hans lille flåde ud.
Flåden bestod af et forsyningsskib og af flagskibet São Gabriel, som vejede 178 ton og var ca. 27 meter langt.
São Rafael var under kommando af Vasco da Gamas ene bror Paulo da Gama.
Berrio, som var under kommando af Vasco da Gamas anden bror Nicolau Coelho.
.
Diaz' havde fundet ud af, at for at kunne udnytte strøm og vind måtte man tage en stor bue.
22. november 1497 rundede de ”Kap det gode håb”. Denne strækning tog Bartholomeu Diaz mere end et år, og da de kom frem, lå de og hvilede i to-tre uger. Tiden brugte besætningen på at skyde sæler, der lå og slikkede solskin. Da de var udhvilede, sejlede de videre. Kysten, de kom til sidst i december, døbte Vasco da Gama ”Natal”, det portugisiske ord for jul.
11. januar blev flåden på grund af vandmangel tvunget til at kaste anker ved Inhaharrimeflodens munding.
Her fik de en venlig velkomst fra den lokale befolkning. Kort tid efter at de havde fået vand, sejlede de videre gennem Mozambiquekanalen og kastede anker ved Zambezifloden (billedet til højre), som han valgte at kalde de gode varslers flod. Her blev han i 32 dage og lod sine mænd hvile ud.
Købmænd iført silkedragter og islamiske kalotter kom ofte på besøg, og for første gang syntes portugiserne, at de mødte en civilisation, som ikke var helt fremmed.
Efter nogle dages sejlads kom de til byen Mozambique.
Mozambique var en travl havneby med mange skibe fra Indien.
Her fik da Gama mulighed for at hyre lodser, der kendte farvandet, og skaffe sig informationer om landene omkring Det indiske Ocean.
Men da han udgav sig for at være muslimsk købmand over for sultanen, kom han i vanskeligheder og blev jaget til havs. Herfra affyrede han sine kanoner mod en folkemængde på kysten. Han var til sin død overbevist om, at han var på nippet til at blive offer for et muslimsk komplot.
Da Gamas lodser bragte ham sikkert til Mombasa, hvor han igen røg i totterne på lokalbefolkningen og erobrede et skib med guld og sølv.
I byen Malindi (Malinde) blev de venligt modtaget, og de blev fejret med festfyrværkeri og musik. Her fik Vasco da Gama også mulighed for at hyre en ny lods, som kendte vejen til Indien.

## Indien bliver fundet
Efter 23 dage med medvind fra monsunen kom da Gama og hans besætning d. 20. maj til Calicut (Kerala), det vigtigste sted for krydderihandel.
Her lykkedes det da Gama og hans besætning at overbevise sig selv om, at de havde fundet den kristne befolkning, de havde ledt efter. De gik derfor ind i et hinduistisk tempel, som de troede var en kirke, og deres overbevisning blev ikke mindre af, at der var en statue med fire arme og to tænder, der stak 3 cm ud af munden. 
Vasco da Gama kom som næsten altid i karambolage med den lokale hersker (Zamorin), da Vasco da Gama påstod, at de europæiske herskere/guder var meget stærkere og bedre end de lokale. Det hjalp heller ikke, at kong Manuel 1. kun havde givet ham billige halskæder og lignende med som gaver. Der blev oven i købet leet højt i paladset, da han fremviste sine gaver.  Vasco da Gamas' udiplomatiske optræden gik alle på, besætningen begyndte at blive nervøs for et overfald, og for Vasco da Gamas' vedkommende blev det mere og mere pinligt for hver dag, der gik.

## Vejen tilbage
29. august kunne da Gama endelig tage afsked med Calicut og medbragte en række prøver på forskellige krydderier.
Flåden blev dog liggende ved den indiske kyst til oktober.
Den tid tilbragte han med at kapre skibe, fange og torturere gidsler.
Turen tilbage til Afrika tog tre måneder i strid modvind, alt imens skørbugen rasede.
Da de kom til Afrikas østkyst, måtte de forlade skibet Sao Rafael på grund af mandskabsmangel.
20. marts rundede de ”Kap det gode Håb”. 
Da de var midt på Atlanterhavet, blev Paulo da Gama alvorligt syg, og de måtte sejle til Azorerne, hvor han blev begravet. I mellemtiden sejlede Coelho, der var kaptajn på Berrio, til Lissabon.
Der gik fire måneder fra Coelho og Berrio kom hjem, til Vasco da Gama i september endelig kunne sætte sine fødder på portugisisk grund. 
På vejen tilbage døde 55 besætningsmedlemmer.
Hjemme i Portugal blev Vasco da Gama udnævnt til admiral over ”Det indiske Ocean” og fik en lang række rettigheder på sin hjemegn Sines samt en stor sum penge. 

## Vasco da Gama vender tilbage til Indien
Da Gamas første rejse havde gjort det klart, at før man kunne udnytte den nye vej, skulle man oprette handelssteder og havne på den afrikanske østkyst.
Vasco vendte tilbage til Indien én gang senere i sit liv; denne gang  som tyran og pirat.
Den 12. februar 1502 satte Vasco da Gama kurs imod Calicut (Kerala) med 20 krigsskibe, fordi de portugisiske handelsmænd, han havde efterladt, var blevet myrdet.
På vejen til Indien plyndrede og beskød han havnene på den afrikanske kyst.
Da han og hans 20 skibe nåede frem til Calicut, gik han straks ind til zamorinen og forlangte, at alle muslimer skulle udvises. Da zamorinen tøvede med svaret, gik Vasco da Gama i gang med fra sine skibe at bombardere byen og de andre handelsskibe i byen.
Selv efter at zamorinen havde overgivet sig, fortsatte han kanonbeskydningen.
På denne måde fik Vasco tilraget sig guld og silke og fik ordnet det sådan, at Portugal fik monopol på handelen.
Da han var færdig med sit angreb på Calicut, gik han i gang med at hærge Det Indiske Ocean og Det Røde Hav.
Et af de skibe, han opbragte, hed ”Meri”. Det skulle bringe over 300 pilgrimme til Mekka. Vasco da Gama låste alle passagerne inde under dækket og satte ild til skibet, hvorefter han sejlede hjem igen.

## 3. rejse
Der blev han under kong Johan d. 3. tildelt flere rettigheder og landområder. Han blev udnævnt til vicekonge af Indien i stedet for den korrupte Eduardo de Menezes og nød stor respekt hos hoffet.
I 1524, 20 år efter han sidst var kommet hjem fra Indien, blev Vasco da Gama igen sendt dertil for at få bugt med korruptionen.
Den portugisiske adel var begyndt at se Vasco da Gama som et orakel, som kunne løse nærmest alle problemer.
Men juledag samme år (1524) døde han af malaria på Goa, en ø ud for Indiens vestkyst.
Han lå begravet i Sankt Francis Kirke i Cochin, den første kirke, der blev bygget af europæerne.
I 1539 blev hans rester sendt til Portugal, hvor han blev gravlagt i en storslået grav ved sit gods i Vidigueira. Men i 1880 blev han fragtet til Jeronimos-klostret i Belem, det kloster, hvor han bad natten før sin første rejse til Indien. Klostret blev bygget af kong Manuel i taknemmelighed for de tjenester, som Vasco da Gama havde udført. Desværre var det den forkerte kiste, der var blevet flyttet fra Vidigueira, og først i 1898 kunne Vasco da Gama endelig hvile i fred. 
Den berømte portugisiske digter Luís Camões hylder i sit digt "Lusiaden" Vasco da Gama som "den største portugisiske helt".